# Воскресенский храм (Лучане)
Церковь Воскресения Христова — уничтоженный в советское время православный храм в Андреапольском районе Тверской области России. Находился на погосте Лучане, в настоящее время сохранилась только полуразрушенная колокольня на кладбище.
Погост Лучане, где находился храм, до революции входил в состав Холмского уезда Псковской губернии. Каменный трёхпрестольный Воскресенский (по некоторым данным Покровский) храм был построен в 1857—1862 годах.
В 1876 году храм имел 1446 прихожан (692 мужчины и 754 женщины), в 1879 году — 1 485 прихожан (724 мужчины и 761 женщина).
В советское время храм был разрушен, рядом сохранилось кладбище и частично разрушенная колокольня.
Колокольня представляет собой трёхъярусное столпообразное сооружение, состоящее из трёх убывающих по высоте четвериков. Ярусы разделены кирпичными карнизами простого рисунка, дополненными гладкими полками. Высокие арочные проёмы колокольни не имеют обрамлений.